# Municipio de San Juan Diuxi
El municipio de San Juan Diuxi (del mixteco: ñuhu, diuxiaa ‘pueblo, águila’‘Pueblo de las águilas’) es uno de los 570 municipios que conforman al estado mexicano de Oaxaca. Pertenece al distrito de Nochixtlán, dentro de la región mixteca. Su cabecera es la localidad de San Juan Diuxi.

## Geografía
El municipio abarca 33.11 km² y se encuentra a una altitud promedio de 2270 m s. n. m., oscilando entre 3100 y 2100 m s. n. m.

## Demografía
De acuerdo al último censo, realizado por el INEGI en 2010, en el municipio habitan 1256 personas, repartidas entre 2 localidades.